# Die Macht der Paragraphen
Die Macht der Paragraphen (Originaltitel: The Ensigns of Command) ist die zweite Folge der dritten Staffel der US-amerikanischen Science-Fiction-Fernsehserie Raumschiff Enterprise – Das nächste Jahrhundert. Sie wurde in den Vereinigten Staaten über Syndication vermarktet und erstmals am 2. Oktober 1989 auf verschiedenen Fernsehsendern ausgestrahlt. In Deutschland war sie zum ersten Mal am 10. Juli 1992 in einer synchronisierten Fassung im ZDF zu sehen.

## Handlung
Im Jahr 2366 wird die Enterprise von den Sheliak kontaktiert. Diese erheben Anspruch auf den Planeten Tau Cygma V, der ihnen vor 111 Jahren vertraglich zugesprochen wurde. In der Zwischenzeit ist dort allerdings eine menschliche Kolonie entstanden. Die Sheliak geben der Enterprise vier Tage Zeit für die Evakuierung, danach wollen sie den Planeten ihren Bedürfnissen anpassen, was den Tod aller noch verbliebenen Kolonisten bedeuten würde.
Da keine Aufzeichnungen über eine Kolonie vorliegen, beschließt Captain Picard, der Sache nachzugehen und lässt Kurs auf Tau Cygma V setzen. Der Planet ist von einem Strahlungsgürtel umgeben, der für Menschen eigentlich tödlich ist. Dennoch werden auf der Oberfläche Lebenszeichen registriert. Aufgrund der Strahlung liefern die Schiffssensoren aber nur ungenaue Werte. Ebenso verhindert sie das Beamen zwischen dem Schiff und dem Planeten. Der zweite Offizier Data ist als Android das einzige Besatzungsmitglied, das gegen die Strahlung unempfindlich ist. Er fliegt mit einem Shuttle zur Oberfläche, um dort die Lage zu erkunden, und erfährt von den Kolonisten, dass er ihr erster Besucher überhaupt sei. Sie sind die Nachfahren der Besatzung des Raumschiffs SS Artemis, das vor 92 Jahren nach Septimus Minor aufgebrochen war, aber vom Kurs abkam und hier notlanden musste. Ein Drittel der Besatzung starb damals an der Strahlung, aber der Rest konnte sich anpassen. Inzwischen ist die Bevölkerung auf über 15.000 Personen gewachsen. Gosheven, der Anführer der Kolonisten, steht einer Evakuierung skeptisch gegenüber und erkennt die Besitzansprüche der Sheliak nicht an.
Data informiert die Enterprise über seine Erkenntnisse. Dort erkennt man gleich den Ernst der Lage: Nur mit Shuttles würde es über vier Wochen dauern, alle Kolonisten zu evakuieren. Es wird daher intensiv nach einem Weg gesucht, trotz der Strahlung zu beamen – allerdings mit wenig Erfolg. Picard kontaktiert erneut die Sheliak und bittet um mehr Zeit, doch die berufen sich auf den äußerst präzise verfassten Vertrag und beharren weiterhin darauf, dass die Kolonisten innerhalb von vier Tagen verschwinden müssten. Picard fordert daraufhin von der Sternenflotte die Unterstützung durch ein Transportschiff an, das aber erst in drei Wochen eintreffen wird.
Auf dem Planeten macht Data die Bekanntschaft von Ard'rian McKenzie, die sich sehr für Kybernetik interessiert und den unerwarteten Gast sehr sympathisch findet. Durch sie erfährt Data mehr über die Kolonie. Gosheven zeigt sich weiterhin starrsinnig und Data wird klar, dass er nicht ihn, sondern die anderen Kolonisten überzeugen muss. Eine Versammlung wird abgehalten und Data wendet einen psychologischen Trick an: Nachdem Gosheven noch einmal die Bedeutung der Kolonie betont hat, hält Data keine Gegenrede, sondern drückt seine Bewunderung für die Kolonisten aus, die bereit sind, ihr Leben und das ihrer Kinder für die Kolonie zu opfern. Der gewünschte Erfolg stellt sich ein und einige Kolonisten beginnen zu zweifeln. Sie sind bereit für ein weiteres Treffen ohne Gosheven in McKenzies Haus. Doch auch Gosheven taucht dort unerwartet auf. Mit einer elektrischen Entladung setzt er Data außer Gefecht und stellt klar, dass die Sache entschieden sei. McKenzie gelingt es, Data wiederzubeleben, und ihm ist klar, dass er nun drastischere Mittel anwenden muss. Mit einem Phaser bewaffnet macht er sich auf den Weg zur Wasserversorgung der Kolonie. An der Pumpstation angekommen betäubt er die aufgestellten Wachen mit Leichtigkeit. Dann erhöht er die Intensität seiner Waffe und verdampft damit das gesamte Wasser, das von den Bergen über ein Aquädukt bis zur Siedlung transportiert wird. Die Kolonisten sind schockiert darüber, was er mit nur einer Waffe angerichtet hat. Data erklärt ihnen, dass hunderte Sheliak mit noch stärkeren Waffen auf dem Weg hierher sind. Zu einem Kampf würde es gar nicht erst kommen, denn die Kolonisten wären binnen Sekunden tot. Den Kolonisten ist nun klar, was ihnen bevorsteht, und sie sind mit der Evakuierung einverstanden.
Picard entscheidet sich, das Kolonistenschiff der Sheliak abzufangen. Er durchforscht den Vertrag nach einer Möglichkeit, mehr Zeit zu gewinnen, und kann ein persönliches Treffen erzwingen, doch die Sheliak sind weiterhin nicht bereit, ihm mehr Zeit zu gewähren. Schließlich findet er doch noch eine Möglichkeit: Im Fall von Uneinigkeit gestattet der Vertrag einen Schiedsspruch durch eine dritte Partei. Picard nominiert hierfür das Volk der Grizella – die sich allerdings gerade in ihrem Winterzyklus befinden und erst in sechs Monaten ansprechbar sind. Die Sheliak wollen das ablehnen, doch Picard macht klar, dass das eine Verletzung des Vertrags wäre und er damit das Recht hätte, ihn außer Kraft zu setzen. Die Sheliak lenken schließlich ein und gewähren die anfänglich geforderten drei Wochen, die nötig sind, um die Kolonisten mit dem Transportschiff zu evakuieren.

## Besonderheiten

### Verbindungen zu anderen Star-Trek-Produktionen
Die Sheliak haben hier ihren einzigen Auftritt. Sie werden aber in Folge 6.18 (In der Hand von Terroristen) von Raumschiff Enterprise – Das nächste Jahrhundert noch einmal erwähnt.

### Besonderheiten der deutschen Synchronfassung
Der Vorname von Ard'rian McKenzie wurde in der deutschen Synchronfassung zu „Marjorie“ geändert.

### Sonstiges
Während der Dreharbeiten zu Die Macht der Paragraphen wurde das Set von Raumschiff Enterprise – Das nächste Jahrhundert vom Gefolge des Dalai Lama besucht, der zu dieser Zeit eine USA-Reise unternahm. Wegen seines engen Terminplans konnte der Dalai Lama selbst aber nicht an der Besichtigung teilnehmen. Ein Foto von Brent Spiner in Maske und den Begleitern des Dalai Lama erschien auf dem Titelbild der englischen Kaufkassette mit dieser Episode. Hierbei wurde das Originalfoto so verändert, dass Spiner seine Hand auf die Schulter eines der Begleiter legt, anstatt sie mit erhobenem Zeigefinger zu erheben.
Das Shuttle Onizuka wurde nach Ellison Shoji Onizuka benannt, einem der sieben Astronautinnen und Astronauten, die 1986 bei der Challenger-Katastrophe ums Leben kamen.

## Produktion
Die Macht der Paragraphen war zwar die erste produzierte Folge der dritten Staffel, wurde aber erst als zweite ausgestrahlt.

### Drehbuch
Der Originaltitel The Ensigns of Command stammt aus der siebenten Strophe des Gedichts The Wants of Man von John Quincy Adams:

“I want the seals of power and place,
The ensigns of command;
Charged by the People's unbought grace
To rule my native land.
Nor crown nor sceptre would I ask,
But from my country's will,
By day, by night, to ply the task
Her cup of bliss to fill.”

Das Drehbuch zu dieser Folge wurde von Melinda Snodgrass geschrieben, die auch in den Credits der Folge als Autorin genannt wird. Im finalen Drehbuch ist allerdings „H. B. Savage“ als Autor angegeben.
Snodgrass wollte Data auf seiner Erforschung des Menschseins einen Schritt weiterbringen und erschuf deshalb eine Situation, die sich nicht allein durch Logik lösen lässt, sondern Charisma erfordert. Ursprünglich hatte Snodgrass vor, die Situation so weit zu treiben, dass sie sich auf keinen Fall durch Logik lösen ließ, jedoch wurde dies umgearbeitet. Bereits in der Folge Notlandung auf Galileo 7 von Raumschiff Enterprise war Spock in eine ausweglose Situation gebracht worden, in der er sich zu einer spekulativen Verzweiflungstat hinreißen ließ. Dies führte zu einer Weiterentwicklung des Charakters in den folgenden Episoden. Dies war auch bei Data der Fall, da sein Kommando in der Doppelfolge Der Kampf um das klingonische Reich eine ähnliche Problematik beinhaltete, die er selbstbewusst löste.

### Kamera
In Produktionsreihenfolge war dies die erste Folge, in der Marvin V. Rush Edward R. Brown als bildgestaltender Kameramann (Director of photography) von Raumschiff Enterprise – Das nächste Jahrhundert ablöste. Rush filmte mit zwei Ausnahmen alle weiteren Folgen der Serie bis zum Ende der fünften Staffel sowie die beiden ersten Folgen der sechsten Staffel. Danach übernahm er den Posten des bildgestaltenden Kameramanns in den ersten beiden Staffeln von Star Trek: Deep Space Nine sowie in fast allen Folgen von Star Trek: Raumschiff Voyager und Star Trek: Enterprise.

### Darsteller
Wil Wheaton hatte ursprünglich vor, in dieser Folge nicht aufzutreten, da er eine Rolle in dem Spielfilm Valmont übernommen hatte. Die in Paris stattfindenden Dreharbeiten hätten sich mit denen von Die Macht der Paragraphen überschnitten. Für die anschließenden Dreharbeiten für das Staffeldebüt Die Macht der Naniten wäre Wheaton allerdings rechtzeitig wieder in Los Angeles gewesen. Einer der Produzenten teilte Wheatons Agent jedoch mit, dass er für Die Macht der Paragraphen unentbehrlich sei, da seine Figur Wesley Crusher darin eine zentrale Rolle spielen sollte. Wheaton sagte sein Engagement für Valmont daher ab, musste dann aber feststellen, dass er schlicht belogen worden war: Kurz vor Drehbeginn wurde Wesley zunächst ganz aus der Folge gestrichen und bekam dann im fertigen Drehbuch nur eine sehr kleine Rolle. Wheaton empfand diesen Vorfall als bewusste Sabotage seiner Schauspielkarriere. Dies trug zu seiner Entscheidung bei, die Serie vorzeitig zu verlassen.
Die Nebenfigur Miles O’Brien (Colm Meaney) tritt zwar in mehreren Szenen dieser Folge auf, hat aber keinen Text.
Mark L. Taylor, Darsteller von Haritath, spielte auch Jarlath in Folge 3.24 (Translokalisation) von Star Trek: Raumschiff Voyager.
Richard Allen, Darsteller von Kentor, spielte auch den tamarianischen ersten Offizier in Folge 5.02 (Darmok) von Raumschiff Enterprise – Das nächste Jahrhundert.
Mart McChesney, Darsteller des Sheliak, hatte zuvor bereits Armus in Folge 1.23 (Die schwarze Seele) von Raumschiff Enterprise – Das nächste Jahrhundert gespielt.
Grainger Hines, Darsteller von Gosheven, wurde nach den Dreharbeiten durch einen unbekannten Sprecher nachsynchronisiert. Das Produktionsteam fand, dass seine Stimme nicht besonders zu seiner Rolle passte und zu sehr nach John Wayne klinge. Hines ließ seinen Namen daraufhin aus den Credits der Folge streichen.

### Modelle
Bei dem Sheliak-Schiff handelt es sich um das wiederverwendete und modifizierte Modell von Valkris’ Schiff aus dem Spielfilm Star Trek III: Auf der Suche nach Mr. Spock.

### Musik
Datas Streichquartett spielt in dieser Folge den ersten Satz aus Eine kleine Nachtmusik von Wolfgang Amadeus Mozart.

## Rezeption
Keith DeCandido bewertete Die Macht der Paragraphen 2011 auf tor.com als eine gute Folge von Raumschiff Enterprise – Das nächste Jahrhundert. Data wird zum ersten Mal mit einer Kommando-Situation konfrontiert und meistere sie sehr gut. Picards Trick, die Sheliak mit ihren eigenen bürokratischen Mitteln zu schlagen, sei äußerst clever und zudem von Patrick Stewart brillant gespielt.
Stephanie Roehler erstellte 2021 für screenrant.com eine Liste der 20 besten Folgen von Raumschiff Enterprise – Das nächste Jahrhundert. Die Macht der Paragraphen landete dabei auf Platz 17.